# Canton de Roquebillière
Le canton de Roquebillière est une ancienne division administrative française, située dans le département des Alpes-Maritimes et la région Provence-Alpes-Côte d'Azur.

## Composition
Le canton de Roquebillière était composé des communes de :
| Nom                       | Code Insee | Intercommunalité           | Population (dernière pop. légale) |
| ------------------------- | ---------- | -------------------------- | --------------------------------- |
| Roquebillière (chef-lieu) | 06103      | Métropole Nice Côte d'Azur | 1 774 (2014)                      |
| Belvédère                 | 06013      | Métropole Nice Côte d'Azur | 646 (2014)                        |
| La Bollène-Vésubie        | 06020      | Métropole Nice Côte d'Azur | 554 (2014)                        |

## Histoire
Canton créé en 1904.

### Conseillers généraux de 1904 à 2015
| Période                        | Identité                     | Parti                    | Qualité |
| ------------------------------ | ---------------------------- | ------------------------ | --- |
|                                |                              |                          | |
| 1904-1919                      | Félix Poullan                | Républicain progressiste | Avocat - Député (1898-1914)                                                                                           |
| 1919-1924 (démission)          | Philippe Corniglion-Molinier | RG-URD                   | Notaire à Menton |
| 1924-1940                      | Philippe Corniglion-Molinier | URD                      | Notaire à Menton |
|                                |                              |                          | |
| 1943-1945                      | Antoine Mansier (1883-1954)  |                          | Suppléant du juge de paix Président de la délégation spéciale de Roquebillière Nommé conseiller départemental en 1943 |
|                                |                              |                          | |
| 1945-1949                      | Jean Laurenti                | PCF                      | Horticulteur Député (1945-1946) Sénateur (1946-1947)                                                                  |
| 1949-1963 (décès)              | Édouard Corniglion-Molinier  | RPF puis UNR             | Général Député (1951-1956 et 1962-1963) Ministre (entre 1954 et 1958) Maire de Roquebillière (1959-1963)              |
| 23 juin 1963-1965 (annulation) | Louis Labri (1908-1977)      | UNR                      | Agent immobilier Ancien commandant militaire de l'Hôtel de Ville de Paris en 1944                                     |
| 1965-1973                      | Romain Maurel (1922-2003)    | PCF                      | Directeur de coopérative agricole Ancien résistant, ancien déporté Maire de Belvédère (1965-2001)                     |
| 1973-1998                      | Pierre Guigonis              | DVD puis RPR             | Chirurgien ORL, maire de Roquebillière (1989-1995)                                                                    |
| 1998-2004                      | René Reghezza                | DVG                      | Maire de Roquebillière (1995-2001)                                                                                    |
| 2004-2015                      | Gérard Manfredi              | UMP                      | Maire de Roquebillière depuis 2006                                                                                    |

### Conseillers d'arrondissement (de 1904 à 1940)
| Période                                  | Période | Identité         | Étiquette      | Qualité |
| ---------------------------------------- | ------- | ---------------- | -------------- | --- |
| 1904                                     | 19..    | François Gayraud | Républicain    | Propriétaire à Belvédère, Président du Conseil d'arrondissement                                             |
|                                          |         |                  |                | |
| 1937                                     | 1940    | Louis Robini     | Anticommuniste | Percepteur, La Bollène-Vésubie                                                                              |
| 1940                                     |         |                  |                | Les conseils d'arrondissement ont été suspendus par la loi du 12 octobre 1940 et n'ont jamais été réactivés |
| Les données manquantes sont à compléter. |         |                  |                | |

## Démographie
| 1962  | 1968  | 1975  | 1982  | 1990  | 1999  | 2006  | 2011  | 2012  |
| ----- | ----- | ----- | ----- | ----- | ----- | ----- | ----- | ----- |
| 2 265 | 2 170 | 2 013 | 2 302 | 2 366 | 2 375 | 2 858 | 2 902 | 2 944 |